# Alfred Wróbel
Alfred Wróbel (ur. 29 listopada 1927 w Giszowcu, zm. 24 września 1993 w Katowicach) – hokeista, olimpijczyk z Oslo 1952 i Cortina d’Ampezzo 1956. 
Pochodził z Giszowca, był górnikiem w Kopalni Węgla Kamiennego Wieczorek. Jeden z trzech braci (Antoni, Adolf) uprawiających tę dyscyplinę. Zawodnik Górnika Katowice. Czterokrotny mistrz Polski. Reprezentant Polski, w reprezentacji rozegrał 40 spotkań, strzelił trzynaście bramek w oficjalnych meczach międzynarodowych.
Na igrzyskach olimpijskich startował dwukrotnie: w 1952 roku zajmując 6. miejsce oraz w 1956 zajmując 8. miejsce.
W trakcie kariery określany pseudonimem Dziura.